# Christian Bubalović
Christian Bubalović (* 9. August 1991 in Wien) ist ein österreichisch-kroatischer Fußballspieler.

## Karriere
Bubalović begann seine Karriere beim SV Wienerberg. Nachdem er beim SK Rapid Wien gespielt hatte, wechselte er zum 1. Simmeringer SC. 2007 ging er in die AKA Mödling. 2008 wechselte er nach Deutschland zu Energie Cottbus. 2012, nachdem er nur für die Regionalligamannschaft gespielt hatte, ging er nach Slowenien zum NK Rudar Velenje. Sein Profidebüt gab er am ersten Spieltag der Saison 2012/13 gegen den ND Mura 05. 2014 kehrte er nach Österreich zurück, wo er zur Kapfenberger SV wechselte. Im Jänner 2016 wechselte er nach Malta zum Erstligisten FC Birkirkara, wo er einen bis Juni 2017 gültigen Vertrag unterschrieb.
Im August 2017 kehrte er erneut nach Österreich zurück, wo er sich dem Zweitligisten Floridsdorfer AC anschloss. In Floridsdorf verbrachte er acht Jahre, in denen er zu 189 Zweitligaeinsätzen für die Wiener kam. Nach der Saison 2024/25 verließ er den Verein.
Zur Saison 2025/26 wechselte er daraufhin zu Regionalligist SC-ESV Parndorf 1919.